# Cayaponia rugosa
Cayaponia rugosa är en gurkväxtart som beskrevs av Gomes-klein och Pirani. Cayaponia rugosa ingår i släktet Cayaponia och familjen gurkväxter. Inga underarter finns listade i Catalogue of Life.